# Ruski vstop v prvo svetovno vojno
Rusija je vstopila v prvo svetovno vojno 31. julija 1914 z vojno napovedjo Avstro-Ogrski. Rusko cesarstvo je preko Sankt Peterburga poslalo ultimat na Dunaj in Avstro-Ogrsko opozorilo pred napadom na Srbijo. Po avstro-ogrski invaziji na Srbijo je Rusija začela mobilizirati svojo zelo veliko vojsko. 31. julija je Nemško cesarstvo v Berlinu zahtevalo rusko demobilizacijo. Odziva ni bilo, zato je 1. avgusta Nemčija napovedala vojno Rusiji. V skladu s svojim vojnim načrtom je Nemčija ignorirala Rusijo in se najprej usmerila proti Franciji, tako da je 3. avgusta razglasila vojno in poslala svoje glavne vojske skozi Belgijo v obkrožitev Pariza. Grožnja Belgiji je povzročila, da je Velika Britanija 4. avgusta napovedala vojno Nemčiji. Rusija je Nemčiji napovedala vojno 7. avgusta 1914. Ustanovljene so bile glavne sprte strani. Osmansko cesarstvo se je kmalu pridružilo osrednjim silam in se borilo proti Rusiji ob njihovi meji.  
Zgodovinarji, ki raziskujejo vzroke prve svetovne vojne, so poudarjali vlogo Nemčije in Avstro-Ogrske. Strokovno soglasje je običajno zmanjšalo vpletenost Rusije v izbruh tega množičnega konflikta. Ključni elementi so bili ruska obramba pravoslavne Srbije, njena slovanska vloga, njene pogodbene obveznosti s Francijo in njena skrb za zaščito svojega statusa velike sile. Zgodovinar Sean McMeekin pa poudarja ruske načrte za razširitev svojega imperija proti jugu in za prevzem Konstantinopla kot izhoda v Sredozemsko morje.
Nadvojvodo Franca Ferdinanda, dediča avstro-ogrskega prestola, so bosanski Srbi ubili 28. junija 1914 zaradi avstro-ogrske priključitve velike slovanske pokrajine. Dunaj ni mogel najti dokazov, da je ta atentat sponzorirala Srbija, vendar je mesec pozneje izdal Srbiji ultimat, za katerega je vedel, da bo zavrnjen in tako privedel do vojne. Avstro-Ogrska je menila, da si Srbija zasluži kazen za atentat. Čeprav Rusija ni imela formalne pogodbene obveznosti do Srbije, je želela nadzorovati Balkan in je imela dolgoročno perspektivo za pridobitev vojaške prednosti pred Nemčijo in Avstro-Ogrsko. Rusiji je bila ponujena demilitarizacija, večina njenih voditeljev se je želela izogniti vojni. Vendar je imela Rusija podporo Francije in se je bala, da bi neuspeh pri obrambi Srbije povzročil izgubo ruske kredibilnosti in velik politični poraz pri nadzorovanju Balkana. Car Nikolaj II je 30. julija 1914 kot grožnjo Avstro-Ogrski v primeru napada na Srbijo mobiliziral ruske sile. Christopher Clark je izjavil: »Ruska splošna mobilizacija je bila ena najpomembnejših odločitev avgustovske krize.« Prva splošna mobilizacija se je zgodila pred razglasitvijo stanja prihajajoče vojne s strani nemške vlade.
Nemčija se je ob Ruskem carstvu počutila ogroženo, saj je nanj odgovorila z lastno mobilizacijo in 1. avgusta 1914 tudi napovedjo vojne. Na začetku sovražnosti so ruske sile vodile ofenzive tako proti Nemčiji kot proti Avstro-Ogrski.